# Elite Systems
Pour les articles homonymes, voir Elite.
 (mars 2013).
Elite Systems est un développeur et éditeur britannique de jeux vidéo fondé en 1984 en tant que Richard Wilcox Software.
L'entreprise est notamment connue pour ses portages de jeux d'arcade sur PC,.

## Histoire
Sous le nom de Richard Wilcox Software, un seul titre a été publié : Blue Thunder pour le ZX Spectrum, les ordinateurs Atari 8-bits et le Commodore 64. En août 1984, le groupe est relancé sous le nom d'Elite Systems, l'équipe s'élargissant aux graphistes Rory Green et Jon Harrison, aux programmeurs Neil A. Bate, Chris Harvey, Andy Williams et Stephen Lockley, aux administrateurs Paul Smith et Pat Maisey, tandis que Steve, le frère de Wilcox, s'occupe des ventes et du marketing. Sa première sortie sous le nouveau label Elite Systems est Kokotoni Wilf (en), qui porte également le premier hologramme anti-contrefaçon sur la carte de la cassette.

## Jeux ou compilations édités ou développés
- 1942
- 3DC
- 4 In 1 - Commando, Airwolf, Frank Bruno's Boxing, Bomb Jack
- 6-Pak
- 6-Pak Volume 2
- 6-Pak Volume 3
- A Question Of Sport
- Airwolf
- Airwolf II
- Battle Ships / Battleships
- Batty
- Best Of Elite Vol. 1
- Best Of Elite Vol. 2
- Beyond the Ice Palace
- Bomb Jack / Bombjack
- Bomb Jack + Frank Bruno's Boxing + Saboteur + Turbo Esprit / Arcade Hits 1
- Bomb Jack II / Bombjack II
- Buggy Boy
- Chain Reaction
- Commando
- Critical Mass
- Dirt Racer
- Dr. Franken
- Dragon's Lair
- Duet / Vietnam '65 / Commando 86
- Fists 'N' Throttles / Fists And Throttles
- Frank Bruno's Big Box / Big Box
- Frank Bruno's Boxing
- Ghosts'n Goblins / Ghosts 'N' Goblins
- Great Gurianos
- Gremlins 2: The New Batch
- Hopping Mad / Hoppin' Mad
- Ikari Warriors
- International Basketball
- Joe and Mac: Caveman Ninja
- Kokotoni Wilf
- Live And Let Die / Vivre Et Laisser Mourir / Vive Y Deja Morir
- Mike Read's Computer Pop Quiz
- Movie Premiere / La Compil Micro Fun Radio
- Overlander
- Paperboy
- Scooby Doo in the Castle Mystery
- Space Harrier
- Space Invasion
- Spitfire
- Storm Warrior
- Super Compilation 7 Jeux / Elite Continent
- Super Trux / Elite Supertrux
- The Story So Far Vol 2
- The Story So Far Vol 4
- The Top 10 / Top 10 Collection
- Thrill Time Gold 1
- Thrill Time Gold 2
- Thrill Time Platinum 1
- Thundercats: The Lost Eye Of Thundera

### Presse
- (en) The Games Machine, avril 1988, "On being an Elitist", pages 27–30